# Hendrik Ooms
Hendrik Ooms (n. 18 martie 1916, Halfweg, Olanda de Nord, Țările de Jos – d. 6 decembrie 1993, Haga, Olanda de Sud, Țările de Jos) a fost un sportiv ce a reprezentat Regatul Țărilor de Jos, medaliat olimpic. A participat la o ediție a Jocurilor Olimpice (1936) în care a câștigat o medalie de argint.

## Participări
Lista de mai jos prezintă principalele competiții la care a participat Hendrik Ooms de-a lungul carierei.
- cycling at the 1936 Summer Olympics – men's tandem[*]